# 黄小蕾
黄小蕾（1981年5月18日—），重庆万州区人，成长于成都，中国女演员、主持人。四川省舞蹈学校和北京电影学院毕业。2008年凭借电影《天下第二》荣获第十五届北京大学生电影节最佳新人奖。2021年以《人潮汹涌》获得中美电影节最佳女配角。

## 作品

### 电视剧
- 2002年 言情剧《爱情宝典》飾 香兒
- 2003年 武侠剧《射雕英雄传》飾 傻姑
- 2004年 古装剧《铁齿铜牙纪晓岚》飾 常四
- 2005年 情景喜剧《武林外传》飾 慕容嫣
- 2006年 武侠剧《神雕侠侣》飾 傻姑
- 2007年 喜剧片《天下第二》飾 豔玲
- 2008年 时代剧《闯关东》飾 夏玉書
- 2009年 军旅剧《情系北大荒》飾 羅薇薇
- 2010年 情感剧《儿女冤家》飾 趙曉歐
- 2011年 家庭剧《三十而嫁》飾 餘諾諾
- 2012年 爱情片《缘来是咱俩》飾 梅玖
- 2013年 战争剧《铁血独立营》飾 火鳳凰
- 2014年 《金牌律师》飾 全敏敏
- 2015年 战争剧《映山红》飾 玄易
- 2015年 《青岛往事》飾 小嫚
- 2016年 战争剧《田教授和贤教授》
- 2018年 年代剧《灵与肉》飾 黄菊花
- 2018年 《极品一家人》
- 2018年 《战地青春之歌》饰 李胜男
- 2020年 《想好再结婚)》(2007年拍攝)饰 倪贞美
- 2020年 《九流霸主》(網絡劇)
- 2020年 《石头开花》饰 陈玉霞
- 2020年 《巡回检察组》饰 方小灵
- 2020年 《鹿鼎记 (2020年电视剧)》韦春花
- 2021年 《奶爸当家》(2015年拍攝)
- 2021年 《好雨知时节》饰 倪小燕
- 2021年 《功勋》饰 春玲(客串)
- 2021年 《八角亭谜雾》(网络剧)饰 厂长夫人(客串)
- 2022年 《人世间》饰 乔春燕
- 2022年 《底線》饰 胡曉青
- 2023年 《白色城堡》饰 王欢
- 2023年 《问苍茫》饰 高君曼
- 2024年 《颜心记》(网络剧)饰 鬼醫娘
- 2025年 《沙尘暴》(網絡劇)饰 孙彩云
- 待播 《时差一万公里》
- 待播 《高兴》
- 待播 《醉梦》(網絡劇)饰
- 待播 《厂里厂外》
- 待播 《长风起》(網絡劇)
- 待播 《依然的喜事》(網絡劇)饰 吴惠兰

### 电影
- 2001 苦茶香 饰
- 2003 青春的忏悔 饰 吴心
- 2005 长恨歌 饰 柳燕燕
- 2007 皮影王 饰 天音
- 2007 天下第二 饰 艳玲
- 2009 倔强萝卜 饰 小云
- 2009 我是村官 饰 村官
- 2009 皇家刺青 饰 红中
- 2010 精武风云 饰
- 2010 活该你单身 饰 小蕾
- 2010 人在囧途 饰 性感少妇
- 2011 划拳 饰 于小玉
- 2012 我爱灰太狼 饰 红太狼
- 2012 缘来是咱俩 饰 梅玖
- 2013 致我们终将逝去的青春 饰 林静室友的女友
- 2015 狼图腾 饰 护士
- 2016 过年好 饰
- 2019 灵魂的救赎 饰
- 2021 人潮汹涌 饰 晖姐
- 2021 七月的舞步 饰
- 2021 世上只有妈妈好 饰 张可依
- 2023 抬头见喜(網絡電影) 饰
- 2024 被我弄丢的你 饰 蕾姐
- 2024 没有一顿火锅解决不了的事 饰 戏子
- 2024 穿过月亮的旅行 饰
- 2024 三叉戟 饰
- 2024 朱同在三年级丢失了超能力 饰
- 2024 逆行人生 饰 三元，老抠妻子
- 2024 出入平安 饰 白素娥
- 2024 大突围
- 2024 窗前明月，咣
- 2025 多幸运遇见你
- 2025 恋曲尘封
- 2025 长夜将尽
- 待上映 沙海之门 饰 独狼

### 主持节目
- 2006 超级大赢家（安徽卫视）
- 2007 周六乐翻天（陕西卫视）
- 2008 商道（中央电视台财经频道）
- 2009 爽食（浙江卫视）
- 2009 中华达人（山东卫视）
- 2011 大牌生日会（深圳卫视）
- 2012 综艺食八街（天津卫视）

## 家庭
丈夫刘磊，女儿闪宝。